# Málaga Club de Fútbol 2019-2020
Questa voce raccoglie le informazioni riguardanti il Málaga Club de Fútbol nelle competizioni ufficiali della stagione 2019-2020.

## Maglie e sponsor[1]
| Casa | Trasferta | Terza divisa |

Sponsor ufficiale: Tesesa
Fornitore tecnico: Nike

## Rosa
Rosa aggiornata al 4 marzo 2020.
| N. |                       | Ruolo | Calciatore                 |
| -- | --------------------- | ----- | -------------------------- |
| 1  | Marocco (bandiera)    | P     | Munir                      |
| 3  | Spagna (bandiera)     | D     | Diego González             |
| 4  | Spagna (bandiera)     | D     | Luis Hernández             |
| 5  | Spagna (bandiera)     | D     | David Lombán               |
| 6  | Marocco (bandiera)    | C     | Badr Boulahroud            |
| 7  | Spagna (bandiera)     | D     | Juankar                    |
| 8  | Spagna (bandiera)     | C     | Adrián González (capitano) |
| 9  | Albania (bandiera)    | A     | Armando Sadiku             |
| 10 | Spagna (bandiera)     | A     | Tete Morente               |
| 11 | Portogallo (bandiera) | A     | Renato Santos              |
| 12 | Spagna (bandiera)     | D     | Miguel Cifuentes           |
| 14 | Argentina (bandiera)  | C     | Esteban Rolón              |
| 15 | Venezuela (bandiera)  | D     | Mikel Villanueva           |
| 16 | Venezuela (bandiera)  | C     | Juanpi Añor                |
| 17 | Spagna (bandiera)     | A     | Sergio Buenacasa           |

| N. |                      | Ruolo | Calciatore          |
| -- | -------------------- | ----- | ------------------- |
| 19 | Spagna (bandiera)    | C     | Aarón Ñíguez        |
| 22 | Spagna (bandiera)    | A     | Daniel Pacheco      |
| 24 | Algeria (bandiera)   | C     | Mohamed Benkhemassa |
| 26 | Spagna (bandiera)    | D     | Cristo Romero       |
| 28 | Spagna (bandiera)    | D     | Ismael Casas        |
| 29 | Spagna (bandiera)    | C     | Juande              |
| 30 | Spagna (bandiera)    | C     | Ramón Enríquez      |
| 31 | Marocco (bandiera)   | A     | Hicham Boussefiane  |
| 33 | Spagna (bandiera)    | C     | Iván Jaime          |
| 34 | Spagna (bandiera)    | D     | Luis Muñoz          |
| 35 | Albania (bandiera)   | C     | Keidi Bare          |
| 36 | Spagna (bandiera)    | P     | Kellyan García      |
| 37 | Argentina (bandiera) | P     | Gonzalo Crettaz     |
| 40 | Spagna (bandiera)    | A     | Julito              |